# Томас, Бретт
Бретт Мэтью Пол Томас (англ. Brett Matthew Paul Thomas; 5 января 1959, округ Ориндж, штат Калифорния) — американский серийный убийца. Томас совместно с сообщником Марком Титчем в январе 1977 года совершил серию из 4 жестоких убийств в округе Ориндж, штат Калифорния по разным мотивам. Властями округа Ориндж Бретт Томас был признан одним из самых жестоких серийных убийц, действовавших на территории округа. Исключительность делу Томаса придаёт тот факт, что во время совершения серии убийств ему и его сообщнику Марку Титчу было всего лишь 18 и 17 лет соответственно.

## Ранние годы
Бретт Мэтью Пол Томас родился 5 января 1959 года на территории округа Ориндж. Рос в социально-неблагополучной обстановке. В 1970-х Томас проживал в городе Стэнтон, штат Калифорния в жилищном комплексе под названием «Stanton Appartment Complex», населённом в основном представителями маргинальных слоёв общества и имевшими принадлежность к криминальной субкультуре. Жилищный комплекс имел прозвище «Зоопарк» (англ. Zoo) из-за криминогенной ситуации в комплексе. Бретт Томас рано начал демонстрировать признаки антисоциальности, из-за неуспеваемости и хронических прогулов в середине 1970-х Томас бросил школу и стал вести криминальный образ жизни.

## Серия убийств
21 января 1977 года 18-летний Бретт Томас решил ограбить квартиру 20-летней Лоры Стоутон. Сообщником Томаса являлся его близкий друг и сосед 17-летний Марк Титч, с которым Томас неоднократно уже совершал кражи и грабежи. Во время ограбления Стоутон вернулась домой и застала обоих грабителей. Томас и Титч схватили девушку, посадили ее в багажник своего автомобиля и отвезли в пустынную местность округа Ориндж, где ночью изнасиловали ее и в целях избавления от свидетелей застрелили из винтовки 22-го калибра. Это убийство совершил Марк Титч.
24 января 1977 Томас и Титч ворвались в Молочный магазин, расположенный в районе Гарден-Гров, с целью ограбления. В ходе ограбления Томас застрелил хозяина магазина 35-летнего Эфраима Кристиана. Убив свидетеля, преступники похитили его вещи и ценности, но не смогли вскрыть кассу с выручкой. Рано утром 29 января 1977 года Бретт Томас спланировал ограбление Бильярдного клуба и прачечной. Преступники проследили, как оба заведения закрыл их владелец Обри Дункан. В ту ночь они последовали за Обри Дунканом к его дому, где на пороге дома совершили на него нападение. В ходе нападения Томас застрелил Дункана из винтовки 22 калибра, а Марк Титч, обыскав тело, похитил ключи. В ходе выстрелов действия преступников привлекли внимание, следствием чего стало появление на пороге дома жены Дункана и одной из его дочерей — 18-летней Дениз Дункан, которых Бретт Томас также застрелил. Дениз Дункан получила три огнестрельных ранения и вскоре скончалась.
После убийств Томас и Марк Титч вернулись к бильярдному клубу и проникли на его территорию. Забрав некоторые вещи, представляющие ценности, преступники, как и в случае с ограблением молочного магазина — не смогли вскрыть кассу и забрать выручку, после того как возле заведения остановилась машина, из которой вышел неизвестный человек, который своим появлением заставил грабителей покинуть место ограбления. В последующие дни Бретт Томас совместно с Титчем совершил ещё несколько успешных ограблений и краж.

## Арест
4 февраля 1977 года на территории округа 
Сан-Бернардино автомобиль Бретта Томаса и Марк Титча был остановлен и подвергся осмотру в ходе стандартной остановки для проверки документов. В ходе осмотра выяснилось, что автомобиль был угнан и числится в розыске, в салоне были найдены винтовка 22-го калибра, предметы, представляющие ценность, пятна крови и другие изобличающие улики. Подозреваемые были задержаны, доставлены в полицейский участок города Анахайм и подверглись допросу.

## Суд
Во время расследования Томас и Титч придерживались принципа презумпции невиновности и отказывались сотрудничать со следствием. Лишь после того как судебно-баллистическая экспертиза подтвердила факт того, что все жертвы были действительно убиты из оружия, принадлежащего подозреваемым, Бретт Томас и Марк Титч в августе 1977 года в обмен за отмену смертного приговора в отношении самих себя пошли на соглашение о признании вины. Томас признал себя виновным в трёх убийствах, похищении человека и виновным в совершении нескольких ограблений. Его сообщник Марк Титч признал себя виновным в одном убийстве, похищении человека, в посягательстве на жизнь сотрудника полиции, в совершении нескольких краж и взломов с проникновением на территорию частной собственности. Суд над преступниками начался осенью 1977 года.
На основании сделки с правосудием, оба убийцы 17 октября 1977 года были приговорены к пожизненному лишению свободы с правом подачи ходатайства на условно-досрочное освобождение по отбытии 7 лет заключения.

## В заключении
Впервые Бретту Томасу было разрешено подать ходатайство об условно-досрочном освобождении уже в феврале 1983 года, но ему было отказано. В последующие годы Томас подавал ходатайства ещё 14 раз, но ему постоянно отказывали в освобождении из-за протеста родственников жертв и девиантного поведения. С 1977 по 2015 годы Томас 56 раз привлекался к ответственности за нарушение правил и совершение противозаконных действий сопряжённых с насилием. Около 20 лет Бретт Томас состоял в тюремной банде супремасистов. В последний раз слушания по очередному условно-досрочному освобождению Томаса состоялись в апреле 2015 года, но ему снова было отказано и запрещено подавать ходатайства до 2022 года.
Его сообщник Марк Уэйн Титч начиная с 1983 года подавал ходатайства на условно-досрочное освобождение 8 раз, но ему также было отказано из-за протеста родственников жертв. Находясь в заключении, Марк Титч окончил школу, получил аттестат о среднем образовании, освоил профессию сварщика и получил высшее образование в Чепменском университете. За годы, проведённые в тюремных стенах, Титч стал сторонником и был активным последователем «Церкви Христа». Его очередные слушания по условно-досрочному должны были состояться в мае 2014 года, но Марк Титч умер 22 апреля 2014 года, находясь в заключении в тюрьме Сан-Квентин.